# NGC 6027e
NGC 6027e 是NGC 6027的潮汐尾屬於緻密星系團西佛六重星系中的一部分，它的位置在巨蛇座。

## 外部連結
- HubbleSite NewsCenter: Pictures and description（页面存档备份，存于）